# آمی‌فلوکساسین
آمی‌فلوکساسین (به انگلیسی: Amifloxacin) با فرمول شیمیایی C16 H19 F N4 O3 یک ترکیب شیمیایی با شناسه پاب‌کم ۵۵۴۹۲ است. که جرم مولی آن ۳۳۴٫۳ g/mol می‌باشد. 